# Sterbekerze

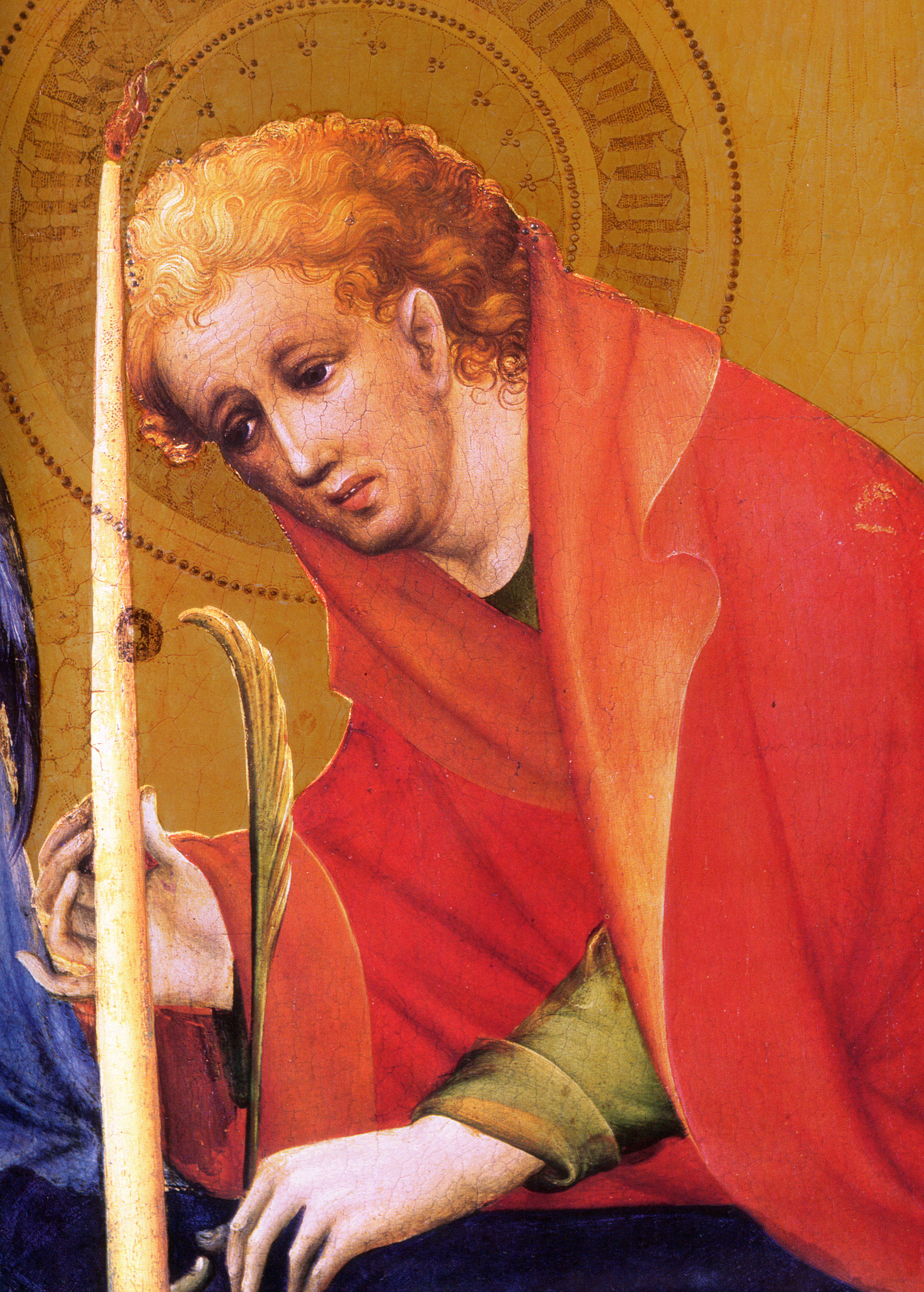
Marienaltar (Conrad von Soest): Detail der mittleren Tafel, Der hl. Johannes reicht Maria die Sterbekerze

Die Sterbekerze gehört zum Brauchtum der katholischen Kirche. Sie brennt am Bett des Sterbenden, vor allem beim Empfang der Wegzehrung. Neben der Taufkerze, der Kommunionkerze sowie der Brautkerze bzw. deren Entsprechungen bei der Ordensprofess und der Jungfrauenweihe ist sie eine der Kerzen, die ein wichtiges Ereignis des Lebens begleiten.
Künstlerische Darstellungen der Sterbekerze sind häufig mit dem Tod der Gottesmutter Maria verbunden, so auf dem Marienaltar des Conrad von Soest von 1420, wo der Apostel Johannes der Mutter Jesu die Sterbekerze reicht. Im Deckengewölbe der Kirche von Vrå wird die Seele des die Sterbekerze haltenden Mannes von einem Teufel von einem Aufstieg in den Himmel zunächst behindert, der rettende Erzengel Michael – die zentrale Figur beim Partikulargericht mit der Seelenwägung – ist jedoch schon mit gezücktem Schwert zu ihrer Rettung zur Stelle.